# Choutuppal
Choutuppal es una ciudad censal situada en el distrito de Yadadri Bhuvanagiri en el estado de Telangana (India). Su población es de 19092 habitantes (2011). 

## Demografía
Según el censo de 2011 la población de Choutuppal era de 19092 habitantes, de los cuales 9588 eran hombres y 9504 eran mujeres. Choutuppal tiene una tasa media de alfabetización del 82,41%, superior a la media estatal del 67,02%: la alfabetización masculina es del 88,85%, y la alfabetización femenina del 75,97%